# Браћа Рајт
Браћа Рајт (енгл. Wright brothers) - Орвил Рајт (енгл. Orville Wright; 19. август 1871 — 30. јануар 1948) и Вилбур Рајт (енгл. Wilbur Wright; 16. април 1867 — 30. мај 1912) се сматрају конструкторима и пилотима првог практичног авиона. Они су направили први контролисани лет са моторним ваздухопловом тежим од ваздуха.

## Први лет
У децембру 1903. Орвил и Вилбур Рајт су однели делове своје летелице у Кити Хок, плажу у Северној Каролини, и тамо склопили летелицу. Био је то двокрилац, са два предња канарда, два задња кормила и две елисе ланчаницима повезане са мотором, који је конструисао и направио Чарлс Едвард Тејлор, при чему је пилот лежао на доњем крилу и конопцима контролисао команде. Авион није имао точкове, као стајни трап користио је једну врсту скија постављених на шине које су се могле окренути у правцу ветра приликом полетања. Након једног неуспешног покушаја од 14. децембра који је завршен мањим оштећењима на летелици, историјски лет обављен је 17. децембра 1903. у 10.35 по јаком ветру и тмурном времену. Први успешан лет је био дуг 37 метара и трајао је 12 секунди. Тог дана су извели још три лета. Најдужи лет је износио 260 метара и трајао је 59 секунди.

## Утицај
Након првих летова, браћа Рајт су одустала од лежећих положаја управљања и уградили седиште поред мотора. Орвил успева 20. јуна 1905. године извести први кружни лет спустивши се на место узлетања, а 1. децембра Вилбур лети с путницима. Упркос свему њихов први јавни лет ради лоших временских прилика завршава након пар „скокова“ авиона. Амерички новинари проглашавају их лажљивом браћом, а њихов авион утопијом.
У то су време су многи конструктори у Француској покушавали направити авион. Сви су они чули за браћу Рајт и желели су дознати што више о смештају кормила, мотора и облику крила, али су то браћа Рајт вешто скривала.
Браћа Рајт 9. октобра 1905. године шаљу писмо познатом француском конструктору авиона Фердинаду Феберу у којем нуде уговор за склапање авиона способних за летове од 40 km и авионе који могу превозити путнике. Вилбур бродом, у великим сандуцима доноси авион у Француску 1908. године, саставља га и с обзиром на велико интересовање ради само експерименталне, кратке летове не пожелевши открити његове праве могућности. Вилбур је 21. јула 1908. године прекинуо поновна писања о „лажљивој браћи“ задржавши се у ваздуху 1 сат, 31 минуту и 25 секунди. Радио је кругове и „осмице“ изнад глава запрепаштених гледалаца. Рекорди су се низали, прешао је 66,6 km и постигао за тада невероватну брзину од 60 km/h. Да би отклонио све сумње 31. децембра 1908. године између крила је дао уградити барограф. Након слијетања очитане вредности биле су: трајање лета 2 сата, 43 минуте и 24 секунде; максимална висина 115 метара; пређени пут 124,7 km. Авион, ваздухоплов тежи од ваздуха напокон је добио битку над ваздухопловима лакшим од ваздуха.
Већ 1909. године Вилбур Рајт отвара у јужној Француској пилотску школу у коју долазе ученици из свих крајева Европе, а висока техничка школа у Минхену додјељује браћи Вилбуру и Орвилу наслов почасног доктора.

### Биографија
- Wright Brothers Aeroplane Company virtual museum
- pictures, letters and other sources from National Archives
- Wright Brothers Collection (MS-1) at Wright State University
- Wright Brothers Collection (MS-001) at Dayton Metro Library
- C-SPAN Q&A interview with David McCullough on The Wright Brothers, May 31, 2015

### Патенти
- U.S. Patent 821.393 – Flying machine – O. & W. Wright
- patent in HTML

### Музеји
- The Wright Brothers – The Invention of the Aerial Age Smithsonian Institution
- Smithsonian Stories of the Wright flights
- Wilbur Wright Birthplace Museum
- Wright Aeronautical Engineering Collection The Franklin Institute
- Wright-Dunbar Interpretive Center and the Wright Cycle Company Архивирано на веб-сајту  (6. август 2012)

### Колекције слика
- Library of Congress Prints & Photographs Online Catalog – Wright Brothers Negatives
- Outer Banks of NC Wright Photographs: 1900–1911(Sourced from Library of Congress)
- Video clips about the invention of the fixed-wing aircraft
- The Pioneer Aviation Group Many pictures of early flying machines and a comprehensive chronology of flight attempts
- Wilbur Wright photo gallery at Corbis (page one)
- Orville Wright photo gallery at Corbis (page one)
- Wright Brothers Collection digital images at Wright State University
- New Scientist magazine, Scientific Firsts: Print of Wright Flyer in France 1907
- Wilbur's world famous model A Flyer "France" sits in a hall of honor on display in a Paris museum after Wilbur donated it to the French. Its whereabouts afterwards are unknown. Sharing space with the Wright A is a Bleriot VI or VII, an Antoinette and a Voisin
- Wright Brothers' Newspapers at Dayton Metro Library